# Iriatherina werneri

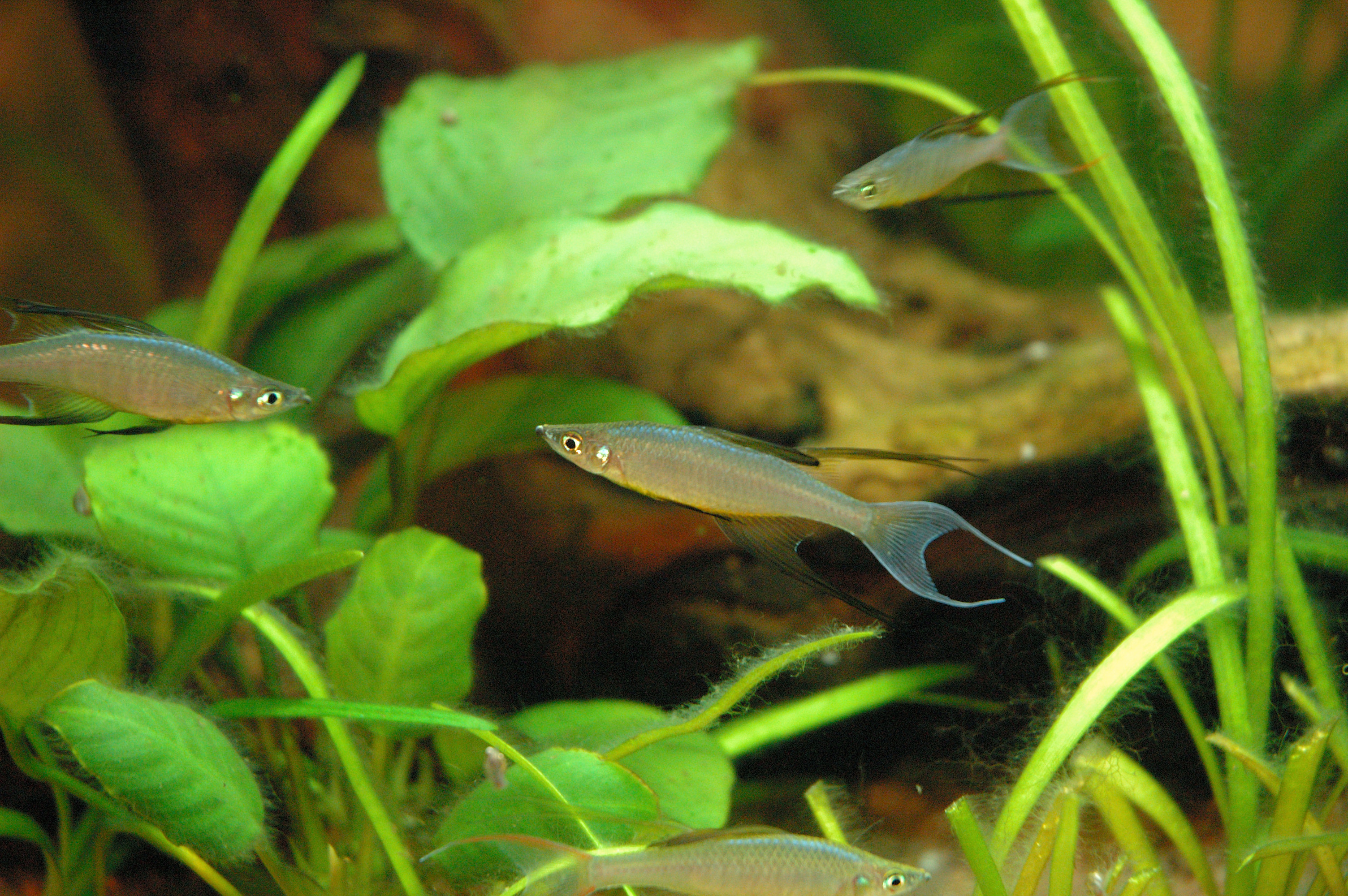
Grupo de machos.

El pez arcoíris de aleta-hebra (Iriatherina werneri) un pez de agua dulce de la familia melanotaénidos, distribuidos en su hábitat natural por Nueva Guinea y el norte de Australia.

## Acuariología
Su pequeño tamaño y la gran belleza de sus aletas ha hecho que sea muy utilizado en acuariología, adaptándose bien a vivir en cautividad en agua de temperatura cálida. Debe tenerse la precaución de matenerlos en grupos de 5 o más individuos, con un tamaño de acuario mínimo de 60 cm.
A pesar de su buena aclimatación al acuario tienen un problema, que su vida es muy breve, sólo viven dos o tres años.

## Anatomía
Su longitud máxima normal es de unos 4 cm los machos y 3 cm las hembras. En la aleta dorsal tiene de 7 a 10 espinas, mientras que en la aleta anal tiene 1 espina, junto con varios radios blandos en ambas que se prolongan juntos dando el aspecto de dos largas hebras.

## Hábitat y biología
Habita pantanos de llanura, zanjas de drenaje y arroyos que tienen abundante vegetación, escondido entre esta. Prefieren los arroyos de flujo lento y terrenos de estanques pantanosos con abundante vegetación acuática, con temperatura del agua entre 23 y 28 °C y rango de pH entre 5'2 y 6'6.
Se alimenta fundamentalmente de algas diatomeas y crustáceos microscópicos.